# Didier Malherbe
Didier Antonin Malherbe (Parijs, 22 januari 1943) is een Frans musicus. Malherbe speelt met name de saxofoons, houtblaasinstrumenten en dwarsfluit.
Gïnspireerd door Charlie Parker is Malherbe al vroeg in zijn tienerjaren begonnen met het spelen op de saxofoon. Van zijn 13e tot zijn 20e studeerde hij saxofoon, eerst de alt, later de tenorsaxofoon. Daarnaast speelde hij al vanaf zijn 15e mee in jamsessies, in Parijse clubs zoals Le Caveau de la Montagne en Le Chat Qui Pêche. Later studeert Malherbe aan de Sorbonne filosofie en talen.
Wanneer hij in 1962 het eerste album van Ravi Shankar hoort, raakt hij geïnspireerd en gaat op reis naar India en Afghanistan. Daar maakt hij kennis met de bamboefluit, die hij in drie maanden onder de knie probeert te krijgen. Terug in Frankrijk gaat hij over op de klassieke dwarsfluit, hij neemt lessen bij René Leroy. Op dat moment speelt Malherbe ook in een band met Pierre Lattès, de latere producer van Gong. In 1963 reist hij rond in Marokko, hij verbleef een tijdje in een hippiegemeenschap in Tanger, muziek makend en de Arabische muziek opnemend. In Frankrijk studeert hij verder (Sanskriet) en speelt hij in het jazzcircuit. Hij vormt een eigen band, 'Les Roule-Sticks', en treedt op als begeleider van de muzikale komedie 'Les Idoles'.
In 1967 ontmoet Malherbe op Formentera Kevin Ayers, een jaar later, in de woelige tijd rond de Meirevolutie ontmoet hij op Mallorca Daevid Allen. In de tussentijd blijft hij in het Parijse jazzcircuit spelen en wordt een gewild sessiemuzikant. Daarnaast leidde hij met violist Gerry Fields de folkband Morning Calm. In 1969 speelt hij samen met onder meer Allen in de opnames voor Magick Brother. Dit was het begin van Gong, waarbij Malherbe een van de meest constante factoren zou zijn. Gong was een internationale band, maar wordt gerekend tot de Britse Canterbury-scene. In 1971, op het Glastonbury Festival, brak de band door in Engeland. Het album Camembert Electrique werd een succes.
Na het vertrek van Allen uit Gong nam Malherbe de leiding van de band over samen met Pierre Moerlen. In verschillende samenstellingen worden nog een tweetal albums opgenomen, voor Malherbe ook vertrekt. Hij blijft in 1977 wel in contact met Gong / Pierre Moerlen en treedt ook nog een aantal malen met de band op. Hij treedt ook nog als gast op op het volgende album, Downwind. Wanneer hij definitief vertrekt, richt hij Bloom op, een eigen jazzrockband met Yan Emeric (gitaar), Peter Kimberley (zang), Winston Berkeley (basgitaar) en Jean Padovani (drums). Met Bloom neemt hij in 1978 een eerste album op (Bloom). Bloom blijft bij elkaar tot 1982, en in die tijd worden verschillende tournees gemaakt.
Naast Bloom is Malherbe actief met verschillende musici, onder meer met Cyrille Verdeaux en Didier Lockwood (het album “Visions” van Clearlight is hier het resultaat van), met National Health, en met Gilli Smyth in Mother Gong. Na het uiteenvallen van Bloom vormt hij een duo met de blinde synthesizerspeler Jean-Philippe Rykiel. Daarnaast gaat hij een langdurige samenwerking aan met de gitarist Pierre Bensusan, ze treden jarenlang van tijd tot tijd met elkaar op. Malherbe speelt ook mee in de band van Pip Pyle: Equip'Out.
In deze tijd vormt hij ook een trio met François Causse op percussie en Faton Cahen (Magma) op piano. Het trio breidde uit tot een band met Rémy Sarrazin op basgitaar en Pierre Moerlen op slagwerk. De band kreeg de naam Faton Bloom, maar al voor de opname van hun album was Moerlen alweer vervangen door Eric Béloucha en was percussionist Roger Raspail toegevoegd. De band treedt regelmatig op en blijft tot 1988 bij elkaar. In de tussentijd werkt hij ook samen met musici als Jacques Higelin, Yowel Wicenmecke en Patrick Forgas. Met Brigitte Fontaine maakt hij een tournee door Japan, met Pierre Bensusan nog een tournee door de VS.
In 1988 voegde Malherbe zich bij Allens toenmalige Gongversie: Gong Maison. Deze line-up zou zich ontwikkelen tot een nieuwe Gong, waarmee het Shapeshifter album gemaakt wordt. In de jaren negentig werkte Malherbe aan meerdere solo projecten. Op deze albums is te horen hoe hij experimenteerde met alle mogelijke blaasinstrumenten. Het derde album in die serie, Hadouk, is in wezen een product van het duo Malherbe – Loy Ehrlich, deze samenwerking beviel goed en zou zich later in het Hadouk Trio bestendigen In die tijd ging hij ook op de uitnodiging van Hugh Hopper in om mee te spelen in Short Wave. In 1994 trad Malherbe met Gong op op het grote 25-jarig verjaarsfeest van de band. Sinds die tijd bleef hij af en toe met de band optreden, hoewel Theo Travis de vaste saxofonist werd.
Eind jaren negentig was er de samenwerking met Loy Ehrlich in het Hadouk Trio, met verder de percussionist Steve Shehan. In 1999 verschijnt er een album van het Trio, Shamanimal. Daarnaast speelde Malherbe in een tweede trio met Patrice Meyer (akoestische gitaar) en Philippe Foch (percussie), soms uitgebreid tot een kwartet met Loy Ehrlich.
In 1999 werkte Malherbe mee aan het project van Annie Whitehead: Soupsongs. Soupsongs is opgericht om de muziek van Robert Wyatt te vertolken, met deze groep trad Malherbe op op meerdere festivals rond de eeuwwisseling.
Op het Hadoukalbum van Malherbe was al te horen dat hij met de Armeense Doudouk (een dubbelrietblaasinstrument) experimenteert. Hij speelde ook op het Armeense doudoukfestival in 2001. Een uitnodiging om in Moskou en Sint-Petersburg te spelen met de Doudoukspecialist Djivan Gasparian nam hij dan ook grif aan, hij speelt daar samen met een keur aan musici onder wie Patrice Meyer. In 2002 volgde een nieuw album van het Hadouk Trio, in 2004 gevolgd door een livealbum.

## Discografie
Albums van
| jaar | musici                                                              | album                                       |
| ---- | ------------------------------------------------------------------- | ------------------------------------------- |
| 1970 | Daevid Allen's Gong                                                 | Est-Ce Que Je Suis ?                        |
| 1970 | Gong                                                                | Magick Brother, Mystic Sister               |
| 1971 | Gong                                                                | Camembert Electrique                        |
| 1972 | Gong                                                                | Flying Teapot                               |
| 1973 | Gong                                                                | Angel's Egg                                 |
| 1974 | Gong                                                                | You                                         |
| 1975 | Gong                                                                | Shamal                                      |
| 1976 | Gong                                                                | Gazeuse!                                    |
| 1977 | Gong                                                                | Gong Live Etc                               |
| 1977 | Gong                                                                | Gong Est Mort, Vive Gong!                   |
| 1979 | Gong                                                                | Downwind                                    |
| 1980 | Bloom                                                               | Bloom                                       |
| 1981 | Didier Malherbe                                                     | Danskorla                                   |
| 1986 | Gong                                                                | Wingful Of Eyes                             |
| 1987 | Faton-Bloom                                                         | Faton-Bloom                                 |
| 1987 | Didier Malherbe & Armand Frydman                                    | Saxo Folies                                 |
| 1989 | Gong                                                                | The History and Mystery of the Planet Gong  |
| 1990 | Gong Maison                                                         | Gongmaisong                                 |
| 1990 | Gong                                                                | Live au Bataclan '73                        |
| 1990 | Gong                                                                | Live at Sheffield 74                        |
| 1990 | Didier Malherbe                                                     | Fétish                                      |
| 1992 | Didier Malherbe                                                     | Zeff                                        |
| 1992 | Daevid Allen                                                        | Banana Moon                                 |
| 1992 | Gong                                                                | Shapeshifter                                |
| 1993 | Gong                                                                | Live On Tv                                  |
| 1994 | Gong                                                                | Camembert Eclectique                        |
| 1994 | Didier Malherbe                                                     | Fluvius                                     |
| 1995 | Paragong                                                            | Paragong - live 73                          |
| 1995 | Gong Maison                                                         | Glastonbury festival live 89                |
| 1995 | Gong                                                                | Birthday Party 25th live 94                 |
| 1996 | Didier Malherbe, Loy Ehrlich                                        | Hadouk                                      |
| 1995 | Gong                                                                | Pre-Modernist Wireless (BBC Radio Sessions) |
| 1996 | Gong                                                                | The Best Of Gong                            |
| 1996 | Gong                                                                | Shapeshifter-US                             |
| 1996 | Gong                                                                | Gong Radio Gnome Trilogy                    |
| 1997 | Gong                                                                | Gong You Remixed phase 1 & 2                |
| 1997 | Bensusan & Malherbe                                                 | Live au New-Morning                         |
| 1997 |                                                                     | Ambient world                               |
| 1998 | Gong                                                                | Family Jewels                               |
| 1999 | Hadouk Trio                                                         | Shamanimal                                  |
| 2000 | Gong                                                                | Zero To Infinity                            |
| 2001 | Gong                                                                | Live to Infinitea                           |
| 2002 | Gong                                                                | Ok Friends                                  |
| 2002 | Gong                                                                | Glastonbury Fayre 1971                      |
| 2002 | Hadouk Trio                                                         | Now                                         |
| 2003 | Didier Malherbe, Harry Williamson, Anthony Phillips and Gilli Smyth | Battle Of The Birds                         |
| 2004 | Hadouk Trio                                                         | Live à FiP                                  |

Albums waarop Malherbe meespeelt :
| jaar | musici                                              | album                                        |
| ---- | --------------------------------------------------- | -------------------------------------------- |
| 1969 | Burton Green                                        | Aquariana                                    |
| 1969 | Raga Blues trio                                     | Morning Calm                                 |
| 1971 | Dashiell Hedayat                                    | Obsolete                                     |
| 1971 | Gong                                                | Continental Circus (Film sound track)        |
| 1973 |                                                     | Glastonbury fayre                            |
| 1974 | Kevin Ayers                                         | Whatevershebrinswesing                       |
| 1975 | Cyrille Verdeaux                                    | Clearlight Symphony                          |
| 1975 | Steve Hillage                                       | Fish Rising                                  |
| 1984 | Mother Gong                                         | Robot woman 2                                |
| 1984 |                                                     | Jean-Philippe Rykiel                         |
| 1978 | Clearlight                                          | Visions                                      |
| 1978 | Gilli Smyth                                         | Mother                                       |
| 1979 | Claude Barthélémy                                   | Jaune Et Encore                              |
| 1979 | Dou                                                 | Conscientousness                             |
| 1979 | Mother Gong / Gilli Smyth                           | Fairy Tales                                  |
| 1981 | Mother Gong / Gilli Smyth                           | Robot Woman                                  |
| 1982 | Lili Drop                                           | « N »                                        |
| 1982 | Pierre Bensusan                                     | Solilaï                                      |
| 1983 |                                                     | Pierre Akendengue                            |
| 1983 | Michel Magne                                        | Musiques De Films                            |
| 1986 | Jacques Higelin                                     | Aîe                                          |
| 1986 | Patrice Meyer                                       | Dromadaire Viennois                          |
| 1986 | Jacques Higelin                                     | Casino De Paris                              |
| 1987 | Pierre Bensusan                                     | Spices                                       |
| 1987 | Julien Clerc                                        | Les Aventures A L'eau                        |
| 1988 | Mimi Lorenzini                                      | Orchestra V                                  |
| 1989 | José Barrense Diaz                                  | Favella                                      |
| 1989 | Brigitte Fontaine                                   | French Corazon                               |
| 1992 | Bruno Letort                                        | Signes Cabalistiques                         |
| 1992 | Bruno Heuze                                         | Eurasia                                      |
| 1992 | Vangelis                                            | 1492 Conquest Of Paradise                    |
| 1993 | Frederick Rousseau                                  | Mo                                           |
| 1993 | Didier Malherbe, Hugh Hopper, Phil Miller, Pip Pyle | Short Wave                                   |
| 1993 | Pierre Bensusan                                     | Wu-Wei                                       |
| 1993 | Loy Ehrlich                                         | Les Îles Du Désert                           |
| 1994 | Bévinda                                             | Terra E Ar                                   |
| 1994 | Jacques Higelin                                     | Aux Héros De La Voltige                      |
| 1997 | Brigitte Fontaine                                   | Palaces                                      |
| 1998 | Pip Pyle                                            | 7 Year Itch                                  |
| 1998 | Daevid Allen                                        | Eat me baby i'm a jelly bean                 |
| 1999 | Satellit Cafe                                       | Orbite nº1                                   |
| 1999 | Michel Korb                                         | Les 4 Saisons d'espigoule (Film sound track) |
| 2000 | M-F.Ebokea                                          | Peau et Vent – conte pour enfants            |
| 2000 | Mauranne                                            | Toi Du Monde                                 |
| 2000 | Soupsongs                                           | Soupsongs Live the music of Robert Wyatt     |
| 2001 | Soriba Kouyate                                      | Bamana                                       |
| 2002 | Satellit Cafe                                       | Orbite Nº2                                   |
| 2002 | Le Cirque Du Soleil                                 | Varekai                                      |

- Bibsys: 7067976
- Biblioteca Nacional de España: XX4841360
- Bibliothèque nationale de France: cb13971510h (data)
- Gemeinsame Normdatei: 124858597
- International Standard Name Identifier: 0000 0000 7140 7765
- Library of Congress Control Number: no2007102538
- MusicBrainz: 1c3f761d-c679-4b68-abba-8ff2cf140e2a
- Nationale Bibliotheek van Tsjechië: pag20221154402
- Réseau des bibliothèques de Suisse occidentale: 02-A006035420
- Système universitaire de documentation: 058991611
- Virtual International Authority File: 34650997
- WorldCat: E39PBJpJcjmhv9bmXmkCDJcByd